# Zoológico central de Corea
El Zoológico central de Corea (en coreano: 조선중앙동물원; también conocido como el Zoológico central de Pionyang), es el zoológico nacional de Corea del Norte. Está situado cerca del monte Taesong en el centro de Pionyang. El zoológico cuenta con más de 5.000 animales salvajes, que comprenden un total de 650 especies, y cubre un área de aproximadamente un kilómetro cuadrado. Se estableció en abril de 1959 en el gobierno de Kim Il-sung.
Se dice que los elefantes en el zoológico son uno de sus principales atractivos, todos los elefantes son descendientes de una familia de un "elefante héroe" obsequiada a Kim Il-sung por Hồ Chí Minh en 1959. Kim Il-sung supuestamente después criticó al zoológico por "capitalista", ya que mantiene elefantes y otros animales extraños, y se dice que instruyó al zoológico para poseer sólo los animales nativos. Sin embargo, a partir de 2001, el zoológico mantiene una gran variedad de especies no autóctonas de animales, incluyendo 400 animales regalados por otros jefes de Estado y ciudadanos extranjeros.